# Timișești (gmina)
Timișești – gmina w Rumunii, w okręgu Neamț. Obejmuje miejscowości Dumbrava, Plăieșu, Preutești, Timișești i Zvorănești. W 2011 roku liczyła 3492 mieszkańców.